# Мозес Пітт
Мойсей Пітт (бл. 1639—1697) — продавець книг і друкар, відомий випуском свого «Атласу світу» — проекту, підтриманого Королівським товариством, зокрема, Крістофером Рен. Він також відомий як автор «Крику пригноблених» (1691), розповіді про умови, в яких ув'язнені боржники жили в тюрмах боржників в Англії.

Typus Generalis Ukrainae sive Palatinatuum Podoliae, Kioviensis et Braczlaviensis terras nova delineatione exhibens 1681

## Раннє життя
Пітт походить із Корнуолл. (охрещений в баптисти у St. Teath в 1639 році). Він отримав місцеву освіту, згодом переїхав до Лондона, де стажувався у продавця книг Robert Littlebury. Після закінчення стажування в 1661 році він залишив Галантерейну компанію. Перші його книги (вийшли з його власним відбитком) з'явилися в 1667 році.

## Публікації
Його робота характеризувалася вивченим змістом і включала таких авторів, як Роберт Бойл та Гілберт Бернет. У 1678 році Пітт був першим продавцем книг, який пропонував свої товари на аукціоні. Спочатку його Атлас повинен був складати 12 томів, і він продовжував виконувати інші роботи для Королівського товариства. Пластини мали базуватися на голландських картах з текстами єпископів Вільям Ніколсона і Річарда Пірса. Однак світ побачив лише чотири томи. Однак зростання витрат, оцінених Піттом у 1000 фунтів стерлінгів за обсяг, сприяло його остаточному банкрутству. Другий том фронтиспісом мав відомий вигравіруваний портрет королеви Катерини Браганської, авторства Едварда Ле Девіса.
В Ірландії Вільям Моліне співпрацював з Родеріком О'Флаерті для збору матеріалів для Атласу . Хоча фінансова криза Пітта призвела до скасування проекту, було зібрано багато цінних робіт з ранньої історії Ірландії. Моліне і О'Флаерті зав'язали дружбу, і Моліне допомогла йому, коли в Лондоні в 1685 р. Був опублікований трактат « Огігія»
В результаті проекту «Атлас» Пітта було визнано банкрутом. Його ув'язнили у тюрмі флоту або у в'язниці королівської лави, і він пробув там сім років. У 1691 р. Він опублікував «Крик пригноблених: Бути правдивим і трагічним викладом безприкладних страждань безлічі бідних ув'язнених боржників у більшості тюрем Англії», зворушливий заклик від імені ув'язнених боржників.